# Paus Johannes X
Johannes X (Tossignano (Emilia-Romagna), ca. 860 - Rome, 928 of 929) was paus van maart of april 914 tot mei 928. Johannes stamde uit het geslacht der Cenci uit Tossignano bij Imola en werd bisschop van Bologna en aartsbisschop van het aartsbisdom Ravenna (905).
Tijdens zijn pontificaat werd Italië belegerd door de Saracijnen. De aanval werd afgeslagen door een front dat door de paus was opgezet. In 915 kroonde hij Berengarius I tot keizer.
Johannes raakte in onmin bij Marozia van de clan van Theophylactus, met wie hij vroeger een verhouding zou hebben gehad, en werd gevangengenomen. Johannes werd mogelijk na enkele maanden gevangenschap gewurgd of in 929 vermoord in de Engelenburcht in Rome, mogelijk op bevel van Marozia, maar hierover is niets bekend.
Cursief: tegenpaus
- Biblioteca Nacional de España: XX1326870
- Bibliothèque nationale de France: cb102752163 (data)
- Gemeinsame Normdatei: 100950094
- International Standard Name Identifier: 0000 0000 3929 2478
- Library of Congress Control Number: nb2007020006
- Nationale Bibliotheek van Tsjechië: skuk0003211
- Nationale Bibliotheek van Israël: 987007397569505171
- Union List of Artist Names: 500355749
- Virtual International Authority File: 68457803